# Mánus gitár
A mánus gitár vagy cigánygitár a gitárnak a cigány dzsesszben, a szinti szvingben használt változata. Ezt a gitártípust eredetileg a Selmer cég gyártotta 1932-től 1952-ig, megalkotója Mario Maccaferri volt. Django Reinhardt roma származású dzsessz-gitáros tette máig népszerűvé és elválaszthatatlanná az általa játszott zenei stílustól.

## Felépítése

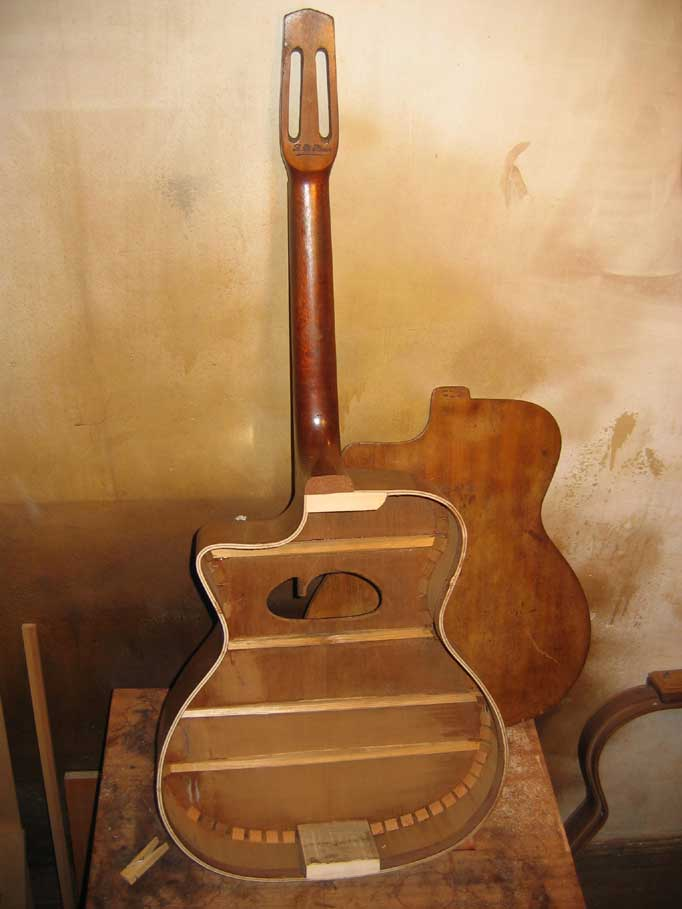
Di Mauro cigánygitár belső felépítése

A klasszikus gitárhoz hasonló teste, de acélhúrjai vannak, a nyak a 14. bundnál csatlakozik a testhez. Kezdetben széles, a klasszikus gitárhoz hasonlóan méretezett nyakkal készült, később a többi fémhúros gitár általános méreteihez alkalmazkodott. A vonós hangszerekhez, a mandolinhoz hasonlóan alsó húrrögzítésű, a húrok egy keskeny húrlábon megtörve egy fémből készült, a gitár alsó tőkéjéhez rögzített húrtartóhoz futnak.
A test aszimmetrikus, a magas hangok oldalánál a felső fekvésekben való játék megkönnyítésére csak erre a hangszertípusra jellemző, egyéni vonalvezetésű bevágás, cutaway látható. A húrláb megoldása szintén karakterisztikus: a nagyon széles ébenfa láb két elkeskenyedő, bajusz-szerű vége a tetőhöz van rögzítve, a húrokat megtartó középső rész ezek közé illeszkedik, de elmozdítható.
A Selmer által gyártott korai típusok jellemző sajátossága a nagy, D alakú hanglyuk („grande bouche”), ami egy Maccaferri által feltalált hangerőnövelő eszköz, belső „rezonátor” alkalmazásával állt összefüggésben. A későbbi típusok szakítottak ezzel a megoldással, ezeken a többi gitárféléhez viszonyítva kicsi, a gitár hossztengelye irányában megnyúlt ovális hanglyukat („petite bouche”) alkalmaztak. Ezek a hangszerek már nagy, 670 mm-es menzúrával készültek.

## Története

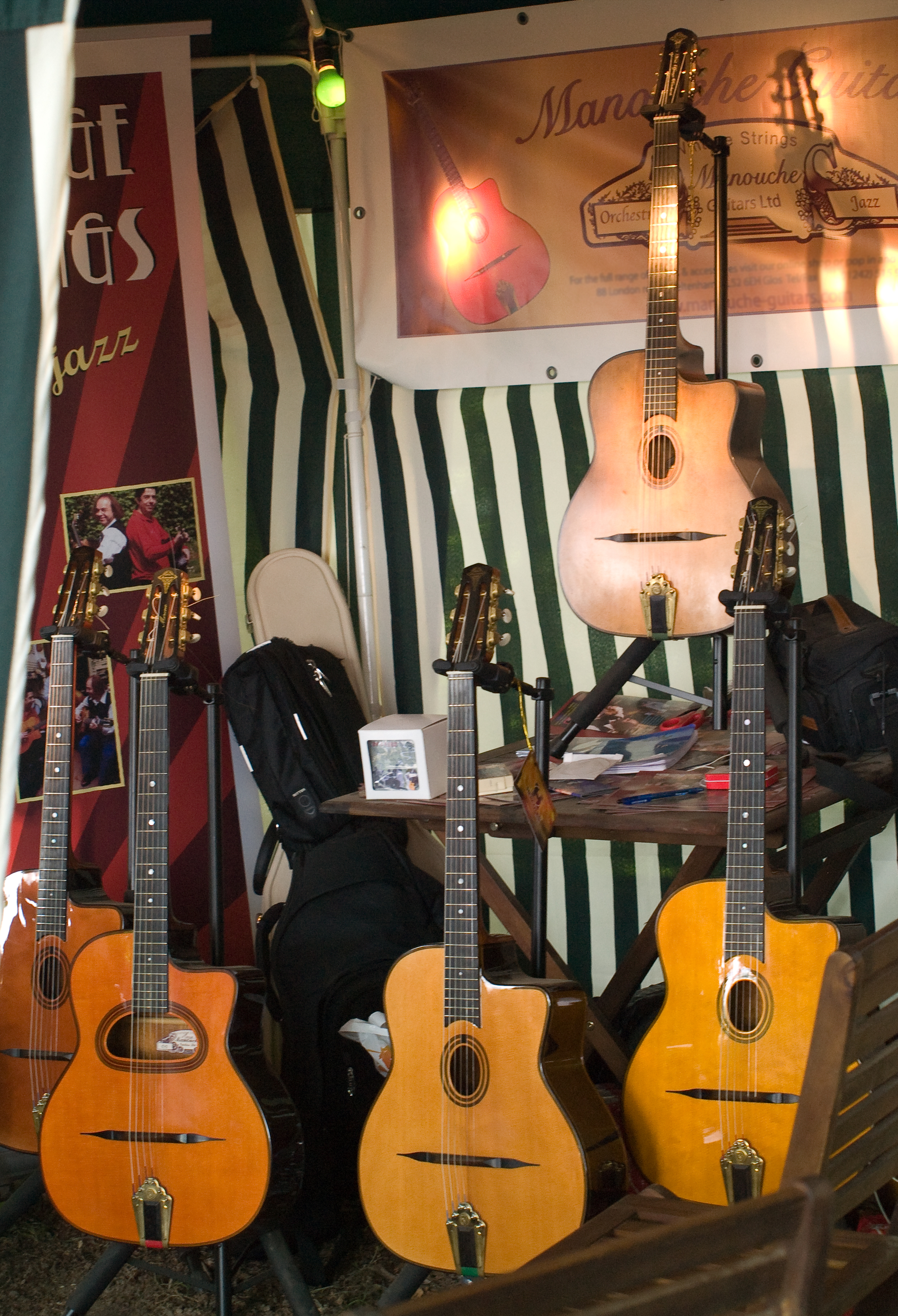
Selmer Maccaferri gitárok

A Selmer cég egy 1885-ben alakult francia hangszergyár, székhelye Mantes-la-Ville. Hagyományosan elsősorban fafúvós hangszereket, köztük kiváló minőségű szaxofonokat gyárt. Az 1930-as évek elején Mario Maccaferri hangszerkészítő a hangerő növelése céljából egyfajta belső rezonátorral ellátott gitártípust fejlesztett ki, amit a cég egyik műhelye 1932-től kezdett gyártani. Két típus készült, az egyik bélhúrokkal, a másik acélhúrokkal. Az utóbbi, „Orchestre” típusnévvel bizonyos népszerűséget szerzett a dzsesszmuzsikusok körében, 1935-től – Maccaferri távozása után – a termelés erre a típusra koncentrálódott. A belső rezonátor nem váltotta be a hozzá fűzött reményeket: az újabb hangszereket enélkül gyártották kisebb, ovális hanglyukkal, ugyanakkor nagyobb menzúrával, vékonyabb nyakkal. A gyártás 1952-ig folytatódott, ezalatt összesen körülbelül 900 hangszer készült, ebből nagyjából 500 a dzsessz-gitár.
Más európai hangszergyárak is készítettek ilyen konstrukciójú hangszereket, például a Busato, a Di Mauro, a Favino, a Patenotte stb. Napjainkban ez a gitártípus – Django Reinhardt zenéjével együtt – reneszánszát éli.